# غیبت کبرا
در باور شیعیان دوازده امامی غیبت کبرا (به عربی: الغيبة الكبرى) دومین غیبت حجت بن الحسن بعد از غیبت اول او یعنی غیبت صغرا است که برخلاف آن امام شخص معینی را به نیابت نگماشته است. در این غیبت که از سال ۳۲۹ (قمری) و پس از غیبت صغرا آغاز شده است و تا آخر الزمان ادامه خواهد داشت، امام از نظرها پنهان است، اما موجودات از فیض وجودش بهره‌مندند و دعایش شامل حال آنهاست. در پایان این دوران به خواست خدا ظهور کرده، برای برقراری و برپایی حکومت عدل جهانی قیام می‌کند و ظلم را ریشه کن می‌سازد و ضعیفان را از دست ظالمان نجات می‌دهد.
او اکنون پیش از هزار سال زندگی کرده است
بر اساس این باور، پیش از غیبت کبری و در دوران غیبت صغری که ۶۹ سال قمری طول کشید حجت بن الحسن به وسیلهٔ چهار نمایندهٔ مخصوص با شیعیان در ارتباط بود تا اینکه چهارمین و آخرین نماینده او پیش از مرگش نامه‌ای را برای شیعیان روخوانی کرد که در آن تأکید شده بود که ازین پس و تا آخر دنیا حجت بن الحسن هیچ نماینده‌ای در میان مردم نخواهد داشت و هر کس خلاف این گفته را ادعا کند، دروغگویی بیش نیست. شیخ صدوق این نامه را در کتابش با عنوان کمال‌الدین و تمام‌النعمة ثبت کرده است.
به عقیده شیعه، هیچ دوره و زمانی خالی از امام نیست؛ و اثبات این حرف را به وسیلهٔ آیه‌ای از قرآن بیان می‌کنند که «زمین هیچگاه از حجت الهی خالی نمی‌ماند» حجت بن الحسن به دلیل خطری که زندگی اش را تهدید می‌کرد به امر خداوند از دیده گان امت غایب شده است و او زمانی خواهد آمد که زمین پر از ظلم گشته، نه این که همه مردم ظالم بشوند، که اگر اینطور باشد همه از ظلم خوششان می‌آید و نیازی به منجی ندارند، بلکه گروهی ستمگر بر همه مردم یا بیشتر آن‌ها ظلم خواهند کرد و مظلومان از خداوند طلب نجات خواهند کرد در نتیجه خداوند متعال بنده و حجت خویش را بسوی آن‌ها خواهد فرستاد تا آن‌ها را به وسیلهٔ خودشان و به وسیلهٔ معجزات الهی از دست ظالمان نجات دهند. مفهوم غیبت اما اول بار توسط کیسانیه مطرح شد که معتقد بودند محمد بن حنفیه نمرده است بلکه در غیبت به سر می‌برد. به عقیده منتقدان با ناپدید شدن هر یک از رهبران شیعه که دیگر به جمع شیعیان برنگشتند به تدریج عقیده به حجت بن الحسن در میان آن‌ها شکل گرفته و شاخ و برگ پیدا کرد. به نظر ویلفرد مادلونگ اما دکترین غیبت به وسیلهٔ امامان پیش از حجت بن الحسن به خوبی پیش‌بینی و ثبت شده است.

## پیشینه
به عقیده صاحب‌نظرانی نظیر برنارد لوئیس عقیده به حجت بن الحسن به زمان کیسانیه برمی‌گردد که اعضای این گروه معتقد بودند محمد بن حنفیه همان مهدی غایب است. بعدها فرزند محمد بن حنفیه، ابوهاشم، که بی فرزند از دنیا رفته بود به وسیلهٔ برخی از کیسانی‌ها به عنوان مهدی موعود لقب گرفت. واقفیه گروه دیگری بودند که درگذشت موسی کاظم، را باور نکرده معتقد بودند که او در غیبت به سر می‌برد. همچنین وقتی حسن عسکری از دنیا رفت شیعیان دوباره دچار شبهه شده در مورد جانشینی اش دچار اختلاف شده به جز اقلیتی _که بنا به روایاتی که از امامان پیشین شنیده بودند به تولد حجت بن الحسن معتقد بودند_ تولد آن امام را انکار کردند. اصحاب حسن عسکری معتقد بودند که به خاطر فشار زمانه و به دلیل رواج این عقیده که او فرزندی خواهد داشت که عدالت را در جامعه برقرار خواهد کرد، تولدش شبیه تولد موسی در خفا اتفاق افتاد. مخصوصاً که خلیفهٔ عباسی، معتمد، دستور داده بود تا مراقب خانهٔ امام بوده ببینند آیا او صاحب فرزندی خواهد شد یا خیر. به عقیدهٔ مدرسی عقیده به مهدی به تدریج و مخصوصاً پس از درگذشت حسن عسکری که امت شیعی با بحران جانشینی مواجه شد، شکل گرفت. این اعتقاد تا حد زیادی با احادیث و راویان امامان پیشین حمایت می‌شد.

## رابطه شیعیان و امام در دوران غیبت کبرا
بر طبق روایات شیعی حجت بن الحسن که خداوند عمر طولانی به او اعطا کرده است، در عالم دنیا حضور فیزیکی دارد. داستان افرادی که موفق شده‌اند با مهدی ملاقات کنند در کتب مؤلفین معروف شیعی از قبیل کلینی، نعمانی و شیخ صدوق به تفصیل نقل شده است. به گفته شریف مرتضی حجت بن الحسن در اوایل دوران غیبت خودش را از دوستدارانش مخفی نمی‌کرد و فقط از دشمنانش کناره می‌گرفت. فقط بعدها وقتی خطر افزایش پیدا کرد مجبور شد هم از دوست و هم از دشمن غایب شود.
«اسحاق بن یعقوب از دانشمندان برجسته شیعه است، که در روزگار نیابت محمد بن عثمان نامه‌ای را در اختیار او قرار داده بود. در این نامه سؤال شده بود که: «در زمان غیبت، مردم چگونه از وجود امام زمان خویش بهره‌مند می‌شوند؟»
حجت بن الحسن جواب نامه او را چنین داده بود:... فایده‌ای که مردم در زمان غیبت از وجود من می‌برند، مانند استفاده آنان از نور خورشید است که ابر، آن را از نظرها پنهان ساخته است.» (او می‌آید: ۹۵)‏
همچنین شیخ صدوق در «کمال الدین» از جابر بن عبدالله انصاری روایت می‌کند:

وی از پیامبر پرسید: آیا شیعه از وجود قائم در مدت غیبتش بهره‌مند می‌شود؟ پیامبر فرمود: «آری قسم به خداوندی که مرا به پیامبری مبعوث گردانیده، آن‌ها از وجود او منتفع می‌شوند و از نور ولایتش در طول غیبت طلب روشنی می‌کنند، چنان‌که از آفتاب پشت ابر استفاده می‌کنند.» (مجلسی، بحارالانوار، ج ۱۳ ص ۸۴۶)

نعمانی دو دلیل برای غیبت امام ذکر کرده است. اول اینکه مؤمنین برای اعتقاد به حجت بن الحسن مورد سنجش قرار گیرند و دوم اینکه قائم مجبور به بیعت با حکام ظالم نباشد. شیعه همچنین دلایل دیگری برای این امر برمی‌شمرد از قبیل حفاظت از جان امام، دوری از سلطه حکام زمان، آزمایش ایمان مؤمنان و همچنین دلیلی پنهانی که تا ظهور امام معلوم نخواهد شد.

## حجت در دوران غیبت کبرا
در زمان غیبت حجت بن الحسن دیگر نائب خاص و نماینده‌ای مشخص وجود ندارد، تا مردم از طریق او با امام مرتبط شوند. در این دوران دانشمندان پرهیزکار و وارسته شیعه بعد از غیبت طولانی حجت بن الحسن، به عنوان نایب عام او به هدایت و ارشاد مردم خواهند پرداخت.
فرمان حجت بن الحسن در مورد پیروی مردم از دانشمندان دینی در روزگار غیبت این گونه است:

«در کارها و حوادثی که بعد از این برای شما مردم پیش خواهد آمد و ممکن است که خیر و شر خویش را ندانید، به گویندگان گفتار و احادیث ما خاندان رسالت، که حجت من بر شما هستند و من نیز حجت خدا بر ایشان می‌باشم، مراجعه کنید.»

رشد عقلی و ایمانی مردم، که سال‌ها به طول خواهد انجامید، زمینه اصلی بهره‌وری آنان از حجت بن الحسن خواهد بود. آن‌گاه که توانایی فکری و ایمانی انسان‌ها به اندازه‌ای از رشد خویش برسد و چشم دلشان به گونه‌ای روشن شود که بتوانند خورشید وجود حجت بن الحسن را نظاره کنند، بی‌گمان او را خواهند دید.
شریف مرتضی در استدلال خود در زمینه غیبت حجت بن الحسن موضوع «لطف» در وجود غیبت را چنین خلاصه می‌کند: 
با نیل به وجود او در میانشان و با اطمینان از وجوب اطاعت از او، شیعیان بی شک از او شرم خواهند نمود و به او احترام می‌گذارند و در نتیجه مرتکب شرّ نمی‌شوند. آن‌ها از اینکه از جانب او مورد توبیخ یا سرزنش قرار گیرند واهمهٔ دارند. به این ترتیب، ارتکاب اعمال بد در میانشان کم می‌شود و اعمال خوب زیاد می‌گردد.

## نقش حجت در غیبت کبرا
علامه طباطبایی می‌گوید مخالفان شیعه در انتقاد به غیبت می‌گویند در حالی که شیعه معتقد است وجود امام برای بیان اوامر و حقایق دین و هدایت مردم ضروری است ایده غیبت امام این کارکرد را نفی می‌کند زیرا امام غایبی که به هیچ وجه نمی‌تواند در دسترس مردم باشد طبعاً نمی‌تواند مفید یا مؤثر باشد. همچنین اگر خدا می‌خواهد امامی را در آینده بیاورد تا بشریت را نجات دهد، او می‌تواند هرگاه خواست امام را بیافریند و نیازی نیست وی سال‌ها پیشتر به دنیا بیاید و در غیبت به سر برد. شیعه در پاسخ می‌گوید وظیفه امام صرفاً بیان رسمی معارف دین و هدایت ظاهری مردم نیست. بلکه وی هم‌زمان عهده‌دار ولایت و هدایت باطنی بشر نیز می‌باشد. این امام است که زندگی معنوی مردم را جهت دهی و سیر انسان به سوی خدا را هدایت می‌کند. ایفای چنین نقشی ارتباط به غیبت یا ظهور جسمانی امام ندارد. بلکه امام همچنان حیات باطنی و روحی انسان را نظاره می‌کند و در ارتباط با آن است؛ لذا وجود امام در هر زمان ضروری است حتی اگر زمانه برای ظهور و نقش آفرینی دنیوی وی فراهم نباشد.

## نشانه‌های ظهور
پیش‌بینی ظهور منجی نهایی، مهدی موعود، جزو پرشمارترین پیش‌بینی‌هایی است که از محمد، فاطمه و ائمه صورت باقی مانده است. با این حال زمان این ظهور پیش‌بینی نشده است و از شیعیان خواسته شده است که صبورانه منتظر بمانند. ظهور منجی بر طبق روایات شیعه و سنی با نشانه‌هایی همراه است که می‌توان آن را به نشانه‌های عمومی و نشانه‌های خاص تقسیم‌بندی کرد. نشانه‌های عمومی شامل پرشدن زمین از جهل و ظلمت و گناه و آلودگی است که ضرورت ظهور منجی را بیش از پیش لازم می‌دارد. نشانه‌های خاص پیش ازظهور شامل موارد زیر می‌شود:
- پیدایش سفیانی، دشمن مهدی، که لشکری را علیه آن امام بسیج می‌کند.
- پیدایش سید یمانی که از نهضت مهدی حمایت می‌کند.
- صیحه آسمانی که مردم را به دفاع از مهدی فرا می‌خواند.
- فرورفتن لشکری از دشمنان مهدی در زمین در مکانی بین مکه و مدینه.[۲][۱۶]

همچنین نشانه‌های دیگری وجود دارد که منابع شیعه و سنی هر دو بر آن توافق دارند (برای اهل سنت مهدی لزوماً حجت بن الحسن نیست):
- اینکه مهدی از نسل محمد و فاطمه است.
- نامش محمد خواهد بود.
- برای هفت، نه، یا نوزده سال حکومت خواهد کرد.
- ظهورش همراه با برافراخته شدن پرچم سیاه در خراسان خواهد بود.
- ظهورش هم‌زمان با پیدایش دجال خواهد بود.[۱۷]

اکثریت اهل سنت پسر حسن عسکری را مهدی موعود نمی‌دانند و معتقدند مهدی هنوز متولد نشده با این حال معتقدند مهدی از نسل محمد خواهد بود. به عقیده اکثریت اهل سنت و همچنین شیعیان اسماعیلی و نیزاری حسن عسکری اصلاً صاحب پسر نشده است. برخی دیگر معتقدند مهدی نمی‌توانست برای سالیان دراز از زمان حسن عسکری تا به حال عمر کند.

## ارجاعات
1. ↑  (Mohammad Ali Amir-Moezzi 1994، صص. 99–100)
2. 1 2 3 4 5  Amir-Moezzi, Mohammad Ali (2012). "ISLAM IN IRAN vii. THE CONCEPT OF MAHDI IN TWELVER SHIʿISM". Encyclopedia Iranica.
3. 1 2  Kohlberg, Etan (1976). "From Imāmiyya to Ithnā-'ashariyya". Bulletin of the School of Oriental and African Studies. University of London. 39 (3): 521, 528, .{{cite journal}}:  نگهداری CS1: نقطه‌گذاری اضافه (link)
4. ↑  (Sachedina 1981، ص. 23)
5. 1 2 3  Arjomand, Said Amir. "ḠAYBA". Encyclopædia Iranica.
6. ↑  A Companion To The History Of The Middle East, edited by Youssef M.Choueiri, page 93
7. ↑  Islam and the West, by Bernard Lewis, 1993, page 163
8. ↑  The Assassins: A Radical Sect in Islam, Bernard Lewis, pp. 23, 35, 49.
9. ↑  Hussain, Jassim M. (1986). Occultation of the Twelfth Imam: A Historical Background. Routledge. ISBN 0-7103-0158-8.
10. ↑  (Mohammad Ali Amir-Moezzi 1994، ص. 115)
11. ↑  (Sachedina 1981، ص. 104)
12. ↑  (Mohammad Ali Amir-Moezzi 1994، صص. 113–114)
13. ↑  وسائل الشیعة ج ۱۸ ص ۱۰۱ حدیث ۹
14. ↑  Islamic Messianism: The Idea of Mahdī in Twelver Shīʻism By Abdulaziz Abdulhussein Sachedina, p. 134
15. ↑  (Tabatabaei 1987، ص. 11)
16. ↑  (Mohammad Ali Amir-Moezzi 1994، ص. 118)
17. 1 2  (Momen 1985، ص. 168)
18. 1 2  Arjomand, Said Amir. "ISLAM IN IRAN vi. THE CONCEPT OF MAHDI IN SUNNI ISLAM". Encyclopedia Iranica. Archived from the original on 17 November 2012.
19. ↑  Akhter, Shamim. Faith & Philosophy of Islam. p. 176.
20. ↑  Madelung, Wilferd. "al-Mahdī". In Encyclopaedia of Islam. vol. 5, Khe-Mahi. 2nd ed. Leiden: E. J. Brill, 1986. 1231–8. شابک ‎۹۰−۰۴−۰۷۸۱۹−۳.
21. ↑  The Routledge Handbook of Religion and Security edited by Chris Seiple, Dennis R. Hoover, Pauletta Otis Page 60